# Manuel Joël
Manuel Joël (ur. 19 października 1826 w Międzychodzie, zm. 3 listopada 1890 we Wrocławiu) – niemiecki rabin, filozof i teolog.
Był synem rabina, ukończył gimnazjum w Poznaniu, po czym odbył studia filologiczne na uniwersytecie berlińskim. W 1852 r. zdał egzamin nauczycielski i pracował jako korepetytor. Od 1855 został nauczycielem wrocławskiego Żydowskiego Seminarium Teologicznego, a od 1 I 1864 był rabinem liberalnej gminy żydowskiej we Wrocławiu.
Prowadził także prace naukowe, specjalizując się w badaniu życia i twórczości teologów i filozofów żydowskich okresu rzymskiego (m.in. Akiby, Szymona bar Jochaja, Jose ben Chalafta, Juda ben Ilai), ale też średniowiecznych (np. Majmonidesa) i późniejszych (np. Spinozy) i ich wpływowi na poglądy chrześcijańskich filozofów. Opublikował też szereg kazań, prac teologicznych nt. różnych ksiąg Biblii oraz odnoszących się m.in. do problematyki zachodzących wówczas reform religijnych w judaizmie.
Publikacje M. Joëla:
- Die Religionsphilosophie des Maimonides. Breslau 1859, 49 str.. Skutsch, Breslau 1877, 100 str.[3]
- Über den wissenschaftlichen Einfluss des Judenthums auf die nichtjüdische Welt. Vortrag, Breslau 1861, 54 str.[4]
- Lewi ben Gerson (Gersonides) als Religionsphilosoph. Ein Beitrag zur Geschichte der Philosophie und der philosophischen Exegese des Mittelalters. Skutsch, Breslau 1862, 105 Seiten[5]
- Verhältniss Alberts des Großen zu Moses Maimonides. Ein Beitrag zur Geschichte der mittelalterlichen Philosophie. Breslau 1863,
- Don Chasdai Creskas religionsphilosophische Lehren in ihrem geschichtlichen Einflusse dargestellt. Breslau 1866, 63 str.
- Spinoza’s theologisch-politischer Tractat, auf seine Quellen geprüft. Breslau 1870, 76 str.
- Zur Genesis der Lehre Spinoza’s. Breslau 1871, 74 str.
- Notizen zum Buch Daniel. Etwas über die Bücher Sifra und Sifre. Breslau 1873.
- Religiös-philosophische Zeitfragen. Breslau 1876.
- Gutachten über den Talmud. 1877.
- Blicke in die Religionsgeschichte. 1880–83, dwa tomy.